# Havelock River
Der Havelock River ist ein 26 km langer Fluss in der Region Canterbury auf der Südinsel von Neuseeland.

## Geographie
Der Havelock River ist ein Gletscherfluss, der sich durch Ausfluss am Ende des Havelock Glacier bildet. Sein südsüdöstlicher Verlauf wird durch die Gebirgsketten der Two Thumb Range im Westen und der Cloudy Peak Range im Osten begleitet. Nur rund 4 km nach seiner Entstehung verbreitert sich das Tal des Flusses bis auf maximal knapp 2 km zunehmend und lässt den Fluss in zahlreichen, sich immer wieder verändernden Armen zu Tal fließen. Nach insgesamt 26 km Flusslauf bildet der Havelock River durch den Zusammenfluss mit dem Clyde River den Rangitata River. Neben zahlreichen Creeks und Streams ist der Forbes River der einzige Nebenfluss des Havelock River.

## Jagdgebiet
Nördlich, westlich und südwestlich des Havelock River befindet sich das knapp 250 km² große ausgewiesene Jagdgebiet, das als Havelock hunting block bezeichnet wird. Dort dürfen Gämsen, Rotwild und Tahrs gejagt werden.